# Partido Demócrata de Arizona
El Partido Demócrata de Arizona representa la rama estatal del Partido Demócrata dentro del estado de Arizona. Su oficina principal está ubicada en la ciudad de Phoenix.
El Partido Demócrata de Arizona, junto con el Partido Republicano de Arizona, es uno de los dos principales partidos políticos en el estado. Desde 2023, los demócratas tienen el control de la oficina del gobernador, la secretaría de estado y la fiscalía general, además de ocupar tres de los nueve escaños de la Cámara de Representantes de los Estados Unidos en el estado. También, ambos senadores estadounidenses de Arizona fueron elegidos como miembros del Partido Demócrata.

## Organización del partido
El Partido Demócrata de Arizona se estructura en tres componentes principales: el Comité Estatal, el Comité Ejecutivo y la Junta Ejecutiva.

### Comité Estatal
El Comité Estatal está formado por el presidente de cada comité del condado del Partido Demócrata de Arizona, junto con un representante adicional por cada tres miembros del comité del condado, elegidos según los estatutos. Este comité se reúne cada dos años. Los miembros del Comité Estatal tienen cuatro responsabilidades principales:
- Hacer trabajo de campo y hacer campaña solo en nombre de los candidatos demócratas
- Ayudar en los programas de registro y en la obtención del máximo número de votos demócratas.
- Apoyar a la organización permanente del Partido Demócrata estatal, así como a sus comités de condado y distritos.
- Fomentar el apoyo financiero del Partido Demócrata estatal, sus comités de condado y sus distritos.[3]

El comité estatal cuenta con varios funcionarios, incluyendo: el presidente, el Secretario, el Tesorero, el Primer Vicepresidente (quien debe ser de un género y residir en un condado distinto al del presidente), tres Vicepresidentas, tres Vicepresidentes, un Coordinador Educativo y un Moderador de Acción Afirmativa.

### Comité Ejecutivo
El Comité Ejecutivo se reúne cada tres meses y está compuesto por: el presidente del condado y los primeros y segundos vicepresidentes de cada condado; los miembros del Comité Nacional elegidos por el Comité Estatal, las mujeres del Comité Nacional seleccionadas por el Comité Estatal; tres miembros generales de cada distrito congresional; el presidente o su representante de los Jóvenes Demócratas de Arizona; el presidente o su representante de la Federación de Clubes de Mujeres Demócratas de Arizona; y otros funcionarios estatales mencionados en el artículo III de los estatutos. El presidente del Comité Estatal actúa como presidente del Comité Ejecutivo.
El Comité Ejecutivo tiene diversas responsabilidades, entre ellas: aprobar el presupuesto y sus enmiendas, autorizar contratos que se extiendan más allá del mandato del presidente, actuar como la última instancia para la reinstalación de miembros del Comité Estatal destituidos, y cumplir con las funciones que el presidente estatal le asigne.

### Junta Ejecutiva
Las funciones de la Junta Ejecutiva son asignadas por el presidente. Además, la Junta Ejecutiva "actúa en nombre del Comité Estatal entre sus reuniones".Este comité se reúne al menos una vez cada tres meses. Los miembros de la Junta Ejecutiva incluyen: el presidente estatal, el primer vicepresidente, el vicepresidente superior, las vicepresidentas, los vicepresidentes, el secretario, el tesorero, el coordinador educativo, el moderador de acción afirmativa, los miembros del comité nacional elegidos por el comité estatal y las mujeres del comité nacional elegidas por el Comité Estatal.

### Papel nacional
El comité estatal elige a los candidatos para ocupar el cargo de electores presidenciales, quienes se comprometen a votar por el candidato presidencial y vicepresidente de la Convención Nacional Demócrata.Además, el presidente y el primer vicepresidente del partido forman parte del Comité Nacional Demócrata. El comité estatal también selecciona a los miembros del comité nacional que representarán a Arizona.Estos miembros tienen un mandato de cuatro años y deben haber sido previamente elegidos como miembros del comité de distrito.La composición del comité nacional debe ser lo más equitativa posible entre hombres y mujeres.

## Grupos locales
El partido cuenta con grupos afiliados en diversas localidades a lo largo de todo el estado.
- Demócratas del condado de Apache
- Demócratas del condado de Cochise
- Demócratas del condado de Coconino
- Demócratas del condado de Gila
- Demócratas del condado de Graham
- Demócratas del condado de Greenlee
- Demócratas del condado de La Paz
- Demócratas del condado de Maricopa
- Demócratas del condado de Mohave
- Demócratas del condado de Navajo
- Demócratas del condado de Pima
- Demócratas del condado de Pinal
- Demócratas del condado de Santa Cruz
- Demócratas del condado de Yavapai
- Demócratas del condado de Yuma

## Funcionarios electos actuales

### Senado de los Estados Unidos
Los demócratas han tenido el control de ambos escaños de Arizona en el Senado de los Estados Unidos desde 2020.

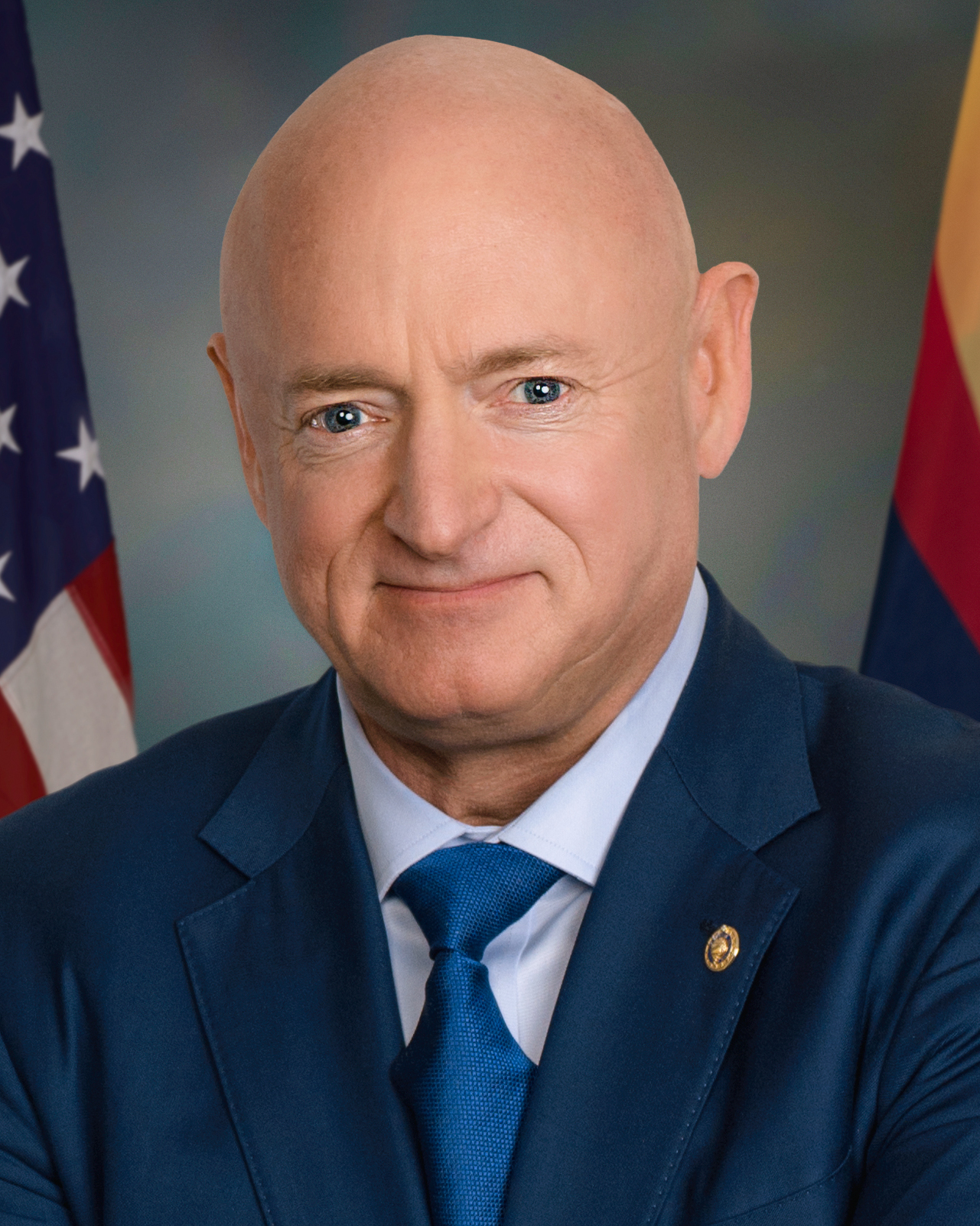
Senador Mark Kelly
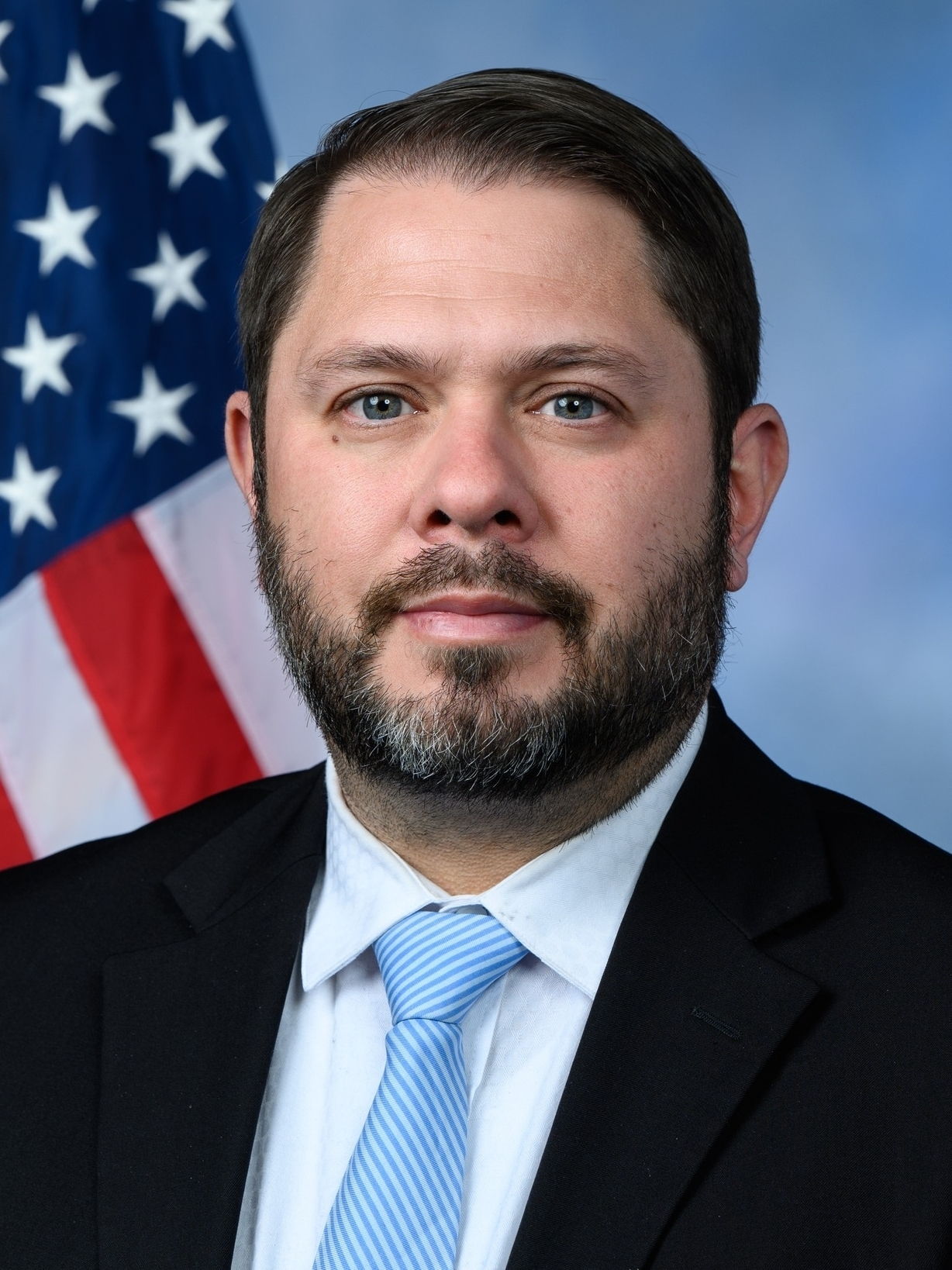
Senador Ruben Gallego

### Cámara de Representantes de los Estados Unidos
De los 9 escaños que Arizona tiene asignados en la Cámara de Representantes de los EE. UU., 3 están ocupados por demócratas.
| Distrito | Miembro         | Foto |
| -------- | --------------- | ---- |
| 3º       | Yassamin Ansari |      |
| 4to      | Greg Stanton    |      |
| 7mo      | Raúl Grijalva   |      |